# IC 4987
IC 4987 — галактика типу SBc () у сузір'ї Телескоп.
Цей об'єкт міститься в оригінальній редакції індексного каталогу.